# Horace Grant
Horace Junior Grant (Augusta, 4 luglio 1965) è un ex cestista statunitense, professionista nella NBA.
È il fratello gemello di Harvey Grant e zio di Jerai, Jerian e Jerami Grant.

## Carriera

### Chicago Bulls

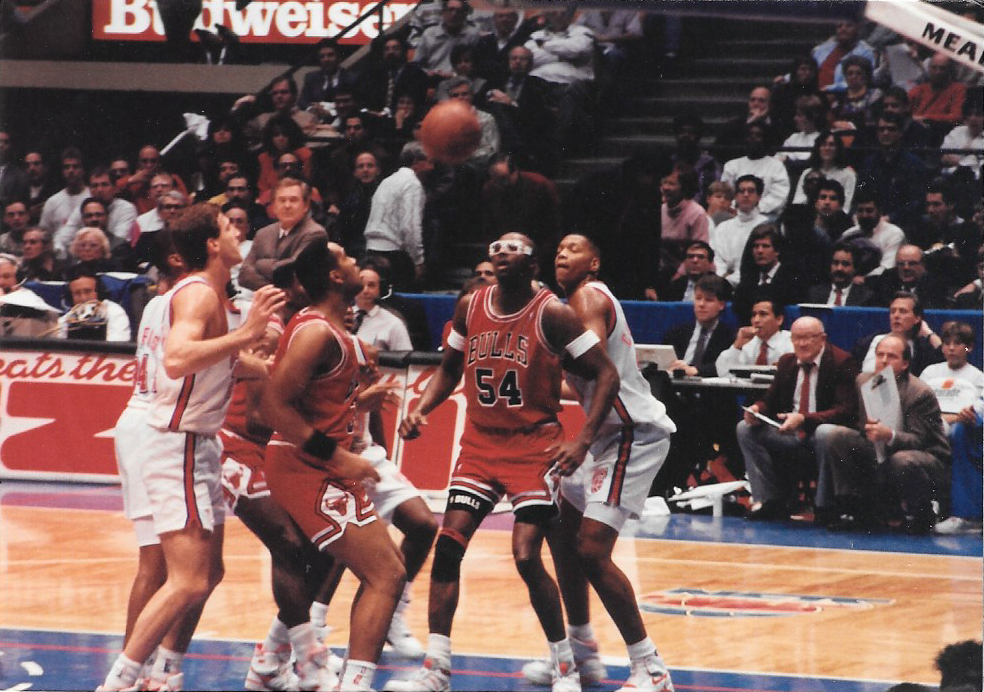
Grant, con il numero 54, nella partita tra Chicago Bulls e New Jersey Nets del 28 marzo 1991

Grant fu scelto dai Chicago Bulls come decimo assoluto del Draft NBA 1987. Un'ala forte/centro di 208 cm, formò con Scottie Pippen, acquisito anch'egli nel giorno del Draft 1987, la coppia di ali del futuro dei Bulls, anche se inizialmente fu la riserva di Charles Oakley, uno dei migliori rimbalzisti e difensori in post della lega.
Nel 1988 Grant venne promosso a titolare dopo che Oakley fu scambiato con i New York Knicks per il centro Bill Cartwright. Divenne immediatamente il rimbalzista principale dei Bulls e la terza opzione offensiva dopo Michael Jordan e Pippen, formando uno dei terzetti migliori della lega. Grant divenne noto per le sue abilità difensive, venendo inserito per quattro volte nel quintetto dei migliori difensori della NBA. Con Chicago vinse tre titoli consecutivi (1991, 1992 e 1993), risultando decisivo nella conquista del terzo anello grazie a una stoppata all'ultimo secondo su Kevin Johnson.
Grant, che era miope, iniziò a portare in campo le lenti correttive a partire dalla stagione 1990–91. Gli occhiali divennero presto il suo segno distintivo. Anche se in seguito corresse la sua vista grazie al laser, continuò a indossare gli occhiali sul campo di gioco quando seppe di essere divenuto una fonte di ispirazione per i bambini che indossavano occhiali.
Dopo il primo ritiro di Jordan dopo la stagione 1992–93, Grant divenne la seconda stella della squadra dietro a Pippen, contibuendo alla vittoria dei Bulls nel secondo turno di playoff in sette gare prima di venire eliminati. Nel 1994 fu convocato per il suo unico All-Star Game, in cui segnò 4 punti e raccolse 8 rimbalzi in 17 minuti. Durante la stagione 1993–94 stabilì i propri primati personali in punti (15,1), rimbalzi (11,0), e assist (3,4) a partita.

### Orlando Magic
Grant lasciò i Bulls come free agent e si unì agli Orlando Magic, guidati da Shaquille O'Neal e Penny Hardaway. Il 5 maggio 1995 segnò l'ultimo canestro nella storia del Boston Garden, nella vittoria nei playoff che eliminò i Boston Celtics. Grant e i Magic raggiunsero le finali NBA del 1995, dove persero in quattro partite contro gli Houston Rockets. Grant rimase a Orlando fino alla stagione 1999.

### Seattle SuperSonics
Grant fu scambiato con i Seattle SuperSonics, assieme alle secondo scelte del 2000 e del 2001 per Dale Ellis, Don MacLean, Billy Owens e il rookie Corey Maggette prima dell'inizio della stagione 1999–2000, l'unica che passò con la squadra.

### Los Angeles Lakers
Dopo un anno ai Sonics, Grant fu coinvolto in uno scambio a tre squadre, in cui Glen Rice dei Los Angeles Lakers andò a New York, Patrick Ewing dei Knicks andò a Seattle e Grant ai Lakers campioni in carica, ritrovando Shaquille O'Neal e il suo ex allenatore ai Bulls Phil Jackson. Con essi vinse il suo quarto titolo NBA.

### Ritorno a Orlando
Prima della stagione 2001-2002, Grant decise di lasciare Los Angeles per fare ritorno agli Orlando Magic. I Los Angeles Lakers avrebbero vinto il loro terzo titolo consecutivo senza Grant. Questi alla fine fu svincolato dai Magic nel dicembre 2002 dopo l'allenatore di allora Doc Rivers disse che aveva provato a minare la sua autorità e che era "un cancro" per la squadra.

### Ritorno a Los Angeles

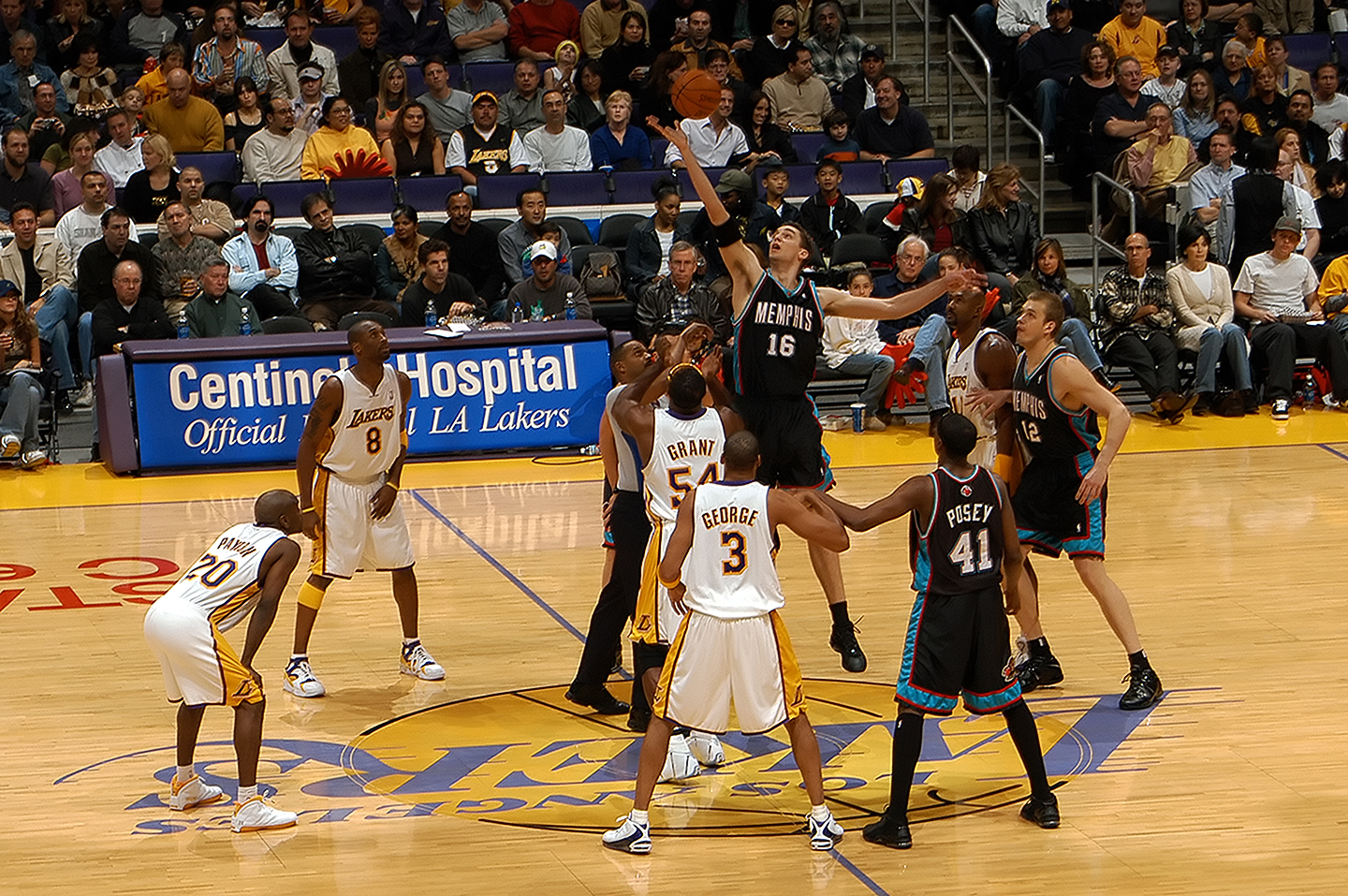
Grant con i Lakers nel 2003

Grant optò inizialmente per il ritiro dopo l'addio ai Magic. Fece tuttavia ritorno ai Lakers per disputare l'ultima stagione nel 2003-04 in cui giocò come riserva di Karl Malone. Si ritirò definitivamente dopo la sconfitta dei Lakers contro i Detroit Pistons nelle finali del 2004.

## Statistiche

### College
| Anno      | Squadra        | PG  | PT | MP   | TC%  | 3P%  | TL%  | RP   | AP  | PRP | SP  | PP   |
| --------- | -------------- | --- | -- | ---- | ---- | ---- | ---- | ---- | --- | --- | --- | ---- |
| 1983-1984 | Clemson Tigers | 28  | 9  | 19,7 | 53,3 | -    | 74,4 | 4,6  | 1,8 | 0,8 | 0,8 | 5,7  |
| 1984-1985 | Clemson Tigers | 29  | 26 | 24,2 | 55,5 | -    | 63,7 | 6,8  | 1,1 | 0,7 | 0,4 | 6,8  |
| 1985-1986 | Clemson Tigers | 34  | 31 | 32,3 | 58,4 | -    | 72,5 | 10,5 | 1,8 | 0,8 | 0,7 | 16,4 |
| 1986-1987 | Clemson Tigers | 31  | 28 | 32,6 | 65,6 | 50,0 | 70,8 | 9,6  | 2,0 | 1,2 | 0,8 | 21,0 |
| Carriera  | Carriera       | 122 | 94 | 27,6 | 59,8 | 50,0 | 70,4 | 8,0  | 1,7 | 0,9 | 0,7 | 12,8 |

### NBA
| † | Denota le stagioni in cui ha vinto il titolo |

#### Regular season
| Anno       | Squadra          | PG   | PT   | MP   | TC%  | 3P%  | TL%  | RP   | AP  | PRP | SP  | PP   |
| ---------- | ---------------- | ---- | ---- | ---- | ---- | ---- | ---- | ---- | --- | --- | --- | ---- |
| 1987-1988  | Chicago Bulls    | 81   | 6    | 22,6 | 50,1 | 0,0  | 62,6 | 5,5  | 1,1 | 0,6 | 0,7 | 7,7  |
| 1988-1989  | Chicago Bulls    | 79   | 79   | 35,6 | 51,9 | 0,0  | 70,4 | 8,6  | 2,1 | 1,1 | 0,8 | 12,0 |
| 1989-1990  | Chicago Bulls    | 80   | 80   | 34,4 | 52,3 | –    | 69,9 | 7,9  | 2,8 | 1,2 | 1,1 | 13,4 |
| 1990-1991† | Chicago Bulls    | 78   | 76   | 33,9 | 54,7 | 16,7 | 71,1 | 8,4  | 2,3 | 1,2 | 0,9 | 12,8 |
| 1991-1992† | Chicago Bulls    | 81   | 81   | 35,3 | 57,8 | 0,0  | 74,1 | 10,0 | 2,7 | 1,2 | 1,6 | 14,2 |
| 1992-1993† | Chicago Bulls    | 77   | 77   | 35,6 | 50,8 | 20,0 | 61,9 | 9,5  | 2,6 | 1,2 | 1,2 | 13,2 |
| 1993-1994  | Chicago Bulls    | 70   | 69   | 36,7 | 52,4 | 0,0  | 59,6 | 11,0 | 3,4 | 1,1 | 1,2 | 15,1 |
| 1994-1995  | Orlando Magic    | 74   | 74   | 36,4 | 56,7 | 0,0  | 69,2 | 9,7  | 2,3 | 1,0 | 1,2 | 12,8 |
| 1995-1996  | Orlando Magic    | 63   | 62   | 36,3 | 51,3 | 16,7 | 73,4 | 9,2  | 2,7 | 1,0 | 1,2 | 13,4 |
| 1996-1997  | Orlando Magic    | 67   | 67   | 37,3 | 51,5 | 16,7 | 71,5 | 9,0  | 2,4 | 1,5 | 1,0 | 12,6 |
| 1997-1998  | Orlando Magic    | 76   | 76   | 36,9 | 45,9 | 0,0  | 67,8 | 8,1  | 2,3 | 1,1 | 1,0 | 12,1 |
| 1998-1999  | Orlando Magic    | 50   | 50   | 33,2 | 43,4 | 0,0  | 67,1 | 7,0  | 1,8 | 0,9 | 1,2 | 8,9  |
| 1999-2000  | Seattle S.Sonics | 76   | 76   | 35,4 | 44,4 | 0,0  | 72,1 | 7,8  | 2,5 | 0,7 | 0,8 | 8,1  |
| 2000-2001† | L.A. Lakers      | 77   | 77   | 31,0 | 46,2 | 0,0  | 77,5 | 7,1  | 1,6 | 0,7 | 0,8 | 8,5  |
| 2001-2002  | Orlando Magic    | 76   | 76   | 29,1 | 51,3 | –    | 72,1 | 6,3  | 1,4 | 0,8 | 0,6 | 8,0  |
| 2002-2003  | Orlando Magic    | 5    | 1    | 17,0 | 52,0 | –    | -    | 1,6  | 1,4 | 0,6 | 0,0 | 5,2  |
| 2003-2004  | L.A. Lakers      | 55   | 10   | 20,1 | 41,1 | 0,0  | 72,2 | 4,2  | 1,3 | 0,4 | 0,4 | 4,1  |
| Carriera   | Carriera         | 1165 | 1037 | 33,2 | 50,9 | 6,3  | 69,2 | 8,1  | 2,2 | 1,0 | 1,0 | 11,2 |
| All-Star   | All-Star         | 1    | 0    | 17,0 | 25,0 | –    | -    | 8,0  | 2,0 | 1,0 | 2,0 | 4,0  |

#### Play-off
| Anno     | Squadra          | PG  | PT  | MP   | TC%  | 3P%  | TL%  | RP   | AP  | PRP | SP  | PP   |
| -------- | ---------------- | --- | --- | ---- | ---- | ---- | ---- | ---- | --- | --- | --- | ---- |
| 1988     | Chicago Bulls    | 10  | 0   | 29,9 | 56,8 | 0,0  | 60,0 | 7,0  | 1,6 | 1,4 | 0,2 | 10,1 |
| 1989     | Chicago Bulls    | 17  | 17  | 36,8 | 51,8 | –    | 80,0 | 9,8  | 2,1 | 0,6 | 0,9 | 10,8 |
| 1990     | Chicago Bulls    | 16  | 16  | 38,5 | 50,9 | 0,0  | 62,3 | 9,9  | 2,5 | 1,1 | 1,1 | 12,2 |
| 1991†    | Chicago Bulls    | 17  | 17  | 39,2 | 58,3 | –    | 73,3 | 8,1  | 2,2 | 0,9 | 0,4 | 13,3 |
| 1992†    | Chicago Bulls    | 22  | 22  | 38,9 | 54,1 | 0,0  | 67,1 | 8,8  | 3,0 | 1,1 | 1,8 | 11,3 |
| 1993†    | Chicago Bulls    | 19  | 19  | 34,3 | 54,6 | –    | 68,5 | 8,2  | 2,3 | 1,2 | 1,2 | 10,7 |
| 1994     | Chicago Bulls    | 10  | 10  | 39,3 | 54,2 | 100  | 73,8 | 7,4  | 2,6 | 1,0 | 1,8 | 16,2 |
| 1995     | Orlando Magic    | 21  | 21  | 41,4 | 54,0 | 0,0  | 76,3 | 10,4 | 1,9 | 1,0 | 1,1 | 13,7 |
| 1996     | Orlando Magic    | 9   | 9   | 37,1 | 64,9 | –    | 86,7 | 10,4 | 1,4 | 0,8 | 0,7 | 15,0 |
| 1999     | Orlando Magic    | 4   | 4   | 32,0 | 36,7 | –    | 62,5 | 7,0  | 1,3 | 0,5 | 0,5 | 6,8  |
| 2000     | Seattle S.Sonics | 5   | 5   | 37,0 | 40,7 | –    | 50,0 | 6,2  | 2,0 | 1,6 | 1,0 | 4,8  |
| 2001†    | L.A. Lakers      | 16  | 16  | 26,4 | 38,5 | –    | 73,3 | 6,0  | 1,2 | 0,9 | 0,8 | 6,0  |
| 2002     | Orlando Magic    | 4   | 4   | 31,8 | 36,4 | –    | 100  | 7,8  | 2,3 | 0,8 | 0,3 | 4,5  |
| Carriera | Carriera         | 170 | 160 | 36,3 | 53,0 | 12,5 | 71,4 | 8,6  | 2,1 | 1,0 | 1,0 | 11,2 |

## Palmarès

### Squadra
- Campionato NBA: 4

Chicago Bulls: 1991, 1992, 1993
Los Angeles Lakers: 2001
- NBA Eastern Conference: 4

Chicago Bulls: 1991, 1992, 1993
Orlando Magic: 1995
- NBA Western Conference: 2

Los Angeles Lakers: 2001, 2004
- NBA Central Division: 3

Chicago Bulls: 1991, 1992, 1993
- NBA Southeast Division: 2

Orlando Magic: 1995, 1996
- NBA Pacific Division: 2

Los Angeles Lakers: 2001, 2004

### Individuale
- NCAA AP All-America Second Team (1987)
- NBA All-Defensive Second Team: 4

1993, 1994, 1995, 1996
- NBA All-Star: 1

1994
- Cinquantaduesimo miglior rimbalzista di sempre NBA